# Ramon Canalda i Boada
Ramon Canalda i Boada (Sant Cugat del Vallès, 15 d'abril de 1967) és un antic jugador d'hoquei sobre patins català de les dècades de 1980 i 1990.

## Trajectòria
L'any 1987 ingressà a l'AA Noia, procedent del Club Hoquei Ripollet, on havia esdevingut el porter menys golejat de totes les categories nacionals. Al club penedesenc guanyà els seus primers títols, com la lliga espanyola i la copa d'Europa. L'any 1991 fou fitxat pel Liceo HC, club on substituí a la porteria a José Luis Huelves. Jugà al club gallec durant una dècada, fins a la seva retirada el 2001. Jugà amb la selecció espanyola a començament de la dècada de 1990, essent medalla d'argent als Jocs Olímpics de 1992.
Un cop retirat, continuà vinculat a l'hoquei gallec com a entrenador de base i preparador de porters del primer equip del Liceo, i més tard entrenador del club Compañía de María.

## Palmarès
CE Noia
- Copa d'Europa:
  - 1988-89
- Copa Continental:
  - 1988-89
- Lliga Catalana:
  - 1989-90

Liceo HC
- Copa d'Europa:
  - 1991-92
- Recopa d'Europa:
  - 1996
- Copa de la CERS:
  - 1999
- Copa Continental:
  - 1992
- Copa Intercontinental:
  - 1993
- Lliga d'Espanya:
  - 1992-93
- Copa d'Espanya:
  - 1995, 1996, 1997

Espanya
- Copa de les Nacions:
  - 1991